# The Roxy (Los Angeles)
Pour les articles homonymes, voir The Roxy.
The Roxy Theatre (appelé simplement The Roxy) est un club célèbre situé sur le Sunset Strip à West Hollywood (Californie).

## Présentation
Il a été créé dans les années 1970 par Elmer Valentine et Mario Maglieri, dans un immeuble occupé auparavant par un club, propriété de Jerry Lewis. 
Des centaines de célébrités ou moins célèbres comme les Guns N' Roses, Al Stewart, David Bowie, Bob Marley, Tammy Wynette et Michel Polnareff ont joué sur la scène du club. 
Au-dessus du club se trouve un petit bar appelé On The Rox qui fut un lieu de débauche favori de personnalités comme John Lennon, Alice Cooper et Keith Moon pendant la période "lost weekend" de John Lennon en 1975, et durant les années 1980, le lieu de soirées organisées par Heidi Fleiss arrêté plus tard pour proxénétisme.
- Frank Zappa et The Mothers of Invention ont enregistré la plus grande partie de l'album  Roxy and Elsewhere pendant le mois de décembre 1973 au Roxy.
- Bob Marley y joua le 26 mai 1976 ; le concert fit l'objet d'une publication en CD en 2003.
- Gregory Isaacs y joua deux soirs d'affilée les 20 et 21 août 1982 ; un disque reprenant le second concert sort en 2014, sous le titre de Roxy Theatre 1982.
- Michel Polnareff enregistrera son album Live at The Roxy le 27 septembre 1995.
- Brian Wilson le fondateur des Beach Boys enregistra en 2000 un album Live at the Roxy Theatre